# Koninklijke Academie voor Geneeskunde van België
De Koninklijke Academie voor Geneeskunde van België (KAGB) is een van de twee academieën voor geneeskunde in België. Ze bevordert het wetenschappelijk onderzoek op het gebied van de geneeskunde, de farmacie en de diergeneeskunde. De academie is opgericht in 1938. Het is een Nederlandstalige organisatie; haar Franstalige equivalent is de in 1841 opgerichte Académie royale de médecine de Belgique (ARMB). Beide academiën zetelen in het Academiënpaleis te Brussel.
Tegelijk met de oprichting van de Nederlandstalige Academie werd de ARMB, die voorheen wel de facto, maar niet de jure een Franstalige organisatie was, officieel Franstalig. Toch bleven beide academies nationale organisaties. Pas bij de omvorming van België tot een federaal land veranderde de rechtspositie van de Academie. In 1989 werd ze overgedragen van het federale Ministerie van Volksgezondheid naar het Ministerie van de Vlaamse Gemeenschap. Tegelijkertijd ging de ARMB onder de verantwoordelijkheid van de Franse Gemeenschap vallen.
De Academie heeft als opdracht het wetenschappelijk onderzoek op het gebied van de geneeskunde, de farmacie, de diergeneeskunde en van aanverwante wetenschappen te bevorderen. Ze doet dat door:
- de Vlaamse en de federale overheid te adviseren
- bijeenkomsten en voordrachten te organiseren
- wetenschappelijke publicaties uit te geven en
- wetenschappelijke prijzen uit te reiken.

De adviezen van de Academie worden gepubliceerd in haar Jaarboek en Verslagen.
Vergelijkbare organisaties in andere landen zijn de Académie nationale de médecine in Frankrijk en de Royal Medical Society en Royal Society of Medicine in Groot-Brittannië. In Nederland is de geneeskunde ondergebracht bij de Koninklijke Nederlandse Akademie van Wetenschappen.